# KaLIVEoscope
KaLIVEoscope is het vijfde live-album van de progressieve-rock-supergroep Transatlantic, uitgebracht op 27 oktober 2014.

## Musici
- Neal Morse – toetsen, akoestische gitaar, zang
- Roine Stolt – elektrische gitaar, zang
- Pete Trewavas – basgitaar, zang
- Mike Portnoy – percussie, zang
- Ted Leonard – toetsen, gitaar, percussie, zang